# Vaxholms fästnings museum

Vaxholms fästnings museum är Försvarsmaktens största museum och har skapats i fästningen på Vaxholms kastell. Museet invigdes av HM Konungen 2003. Museet syftar till att beskriva kustförsvarets historia med särskild tonvikt på skärgårdsförsvarets utveckling under 500 år. Kastellet inrymmer även en utställning om Fortifikationens historia. I arrestlokalerna berättas det om när fästningen fungerade som fängelse under 1700- och 1800-talen. En berömd fånge var generalen von Döbeln som satt inspärrad på fästningens fängelse 1813. En annan uppmärksammad fånge var Anders Lindeberg som blev dödsdömd för majestätsbrott 1834.
Vaxholms fästning var under 1800-talets första hälft också en mellanstation i den strategiska optiska telegraflinjen mellan Söderarm och Stockholms slott. I museet finns regeringen bevarad, den del varifrån Edelcrantz optiska telegraf manövrerades.